# Jean Alesi
Jean Alesi, född Giovanni Alesi 11 juni 1964 i Montfavet nära Avignon, är en fransk racerförare.  Han bor i Nyon i Schweiz.

## Racingkarriär

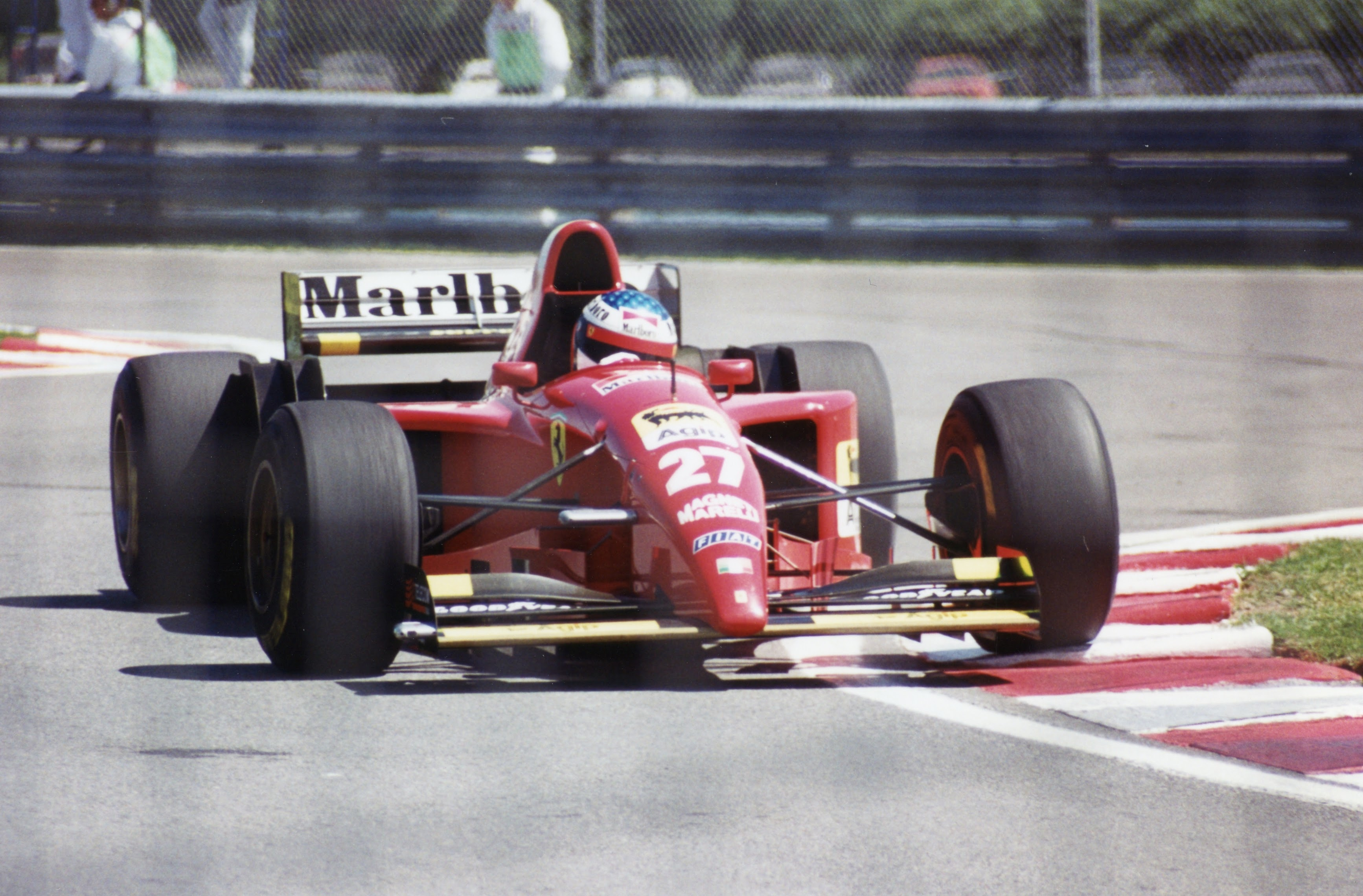
Jean Alesi i Ferrari i segerloppet i.

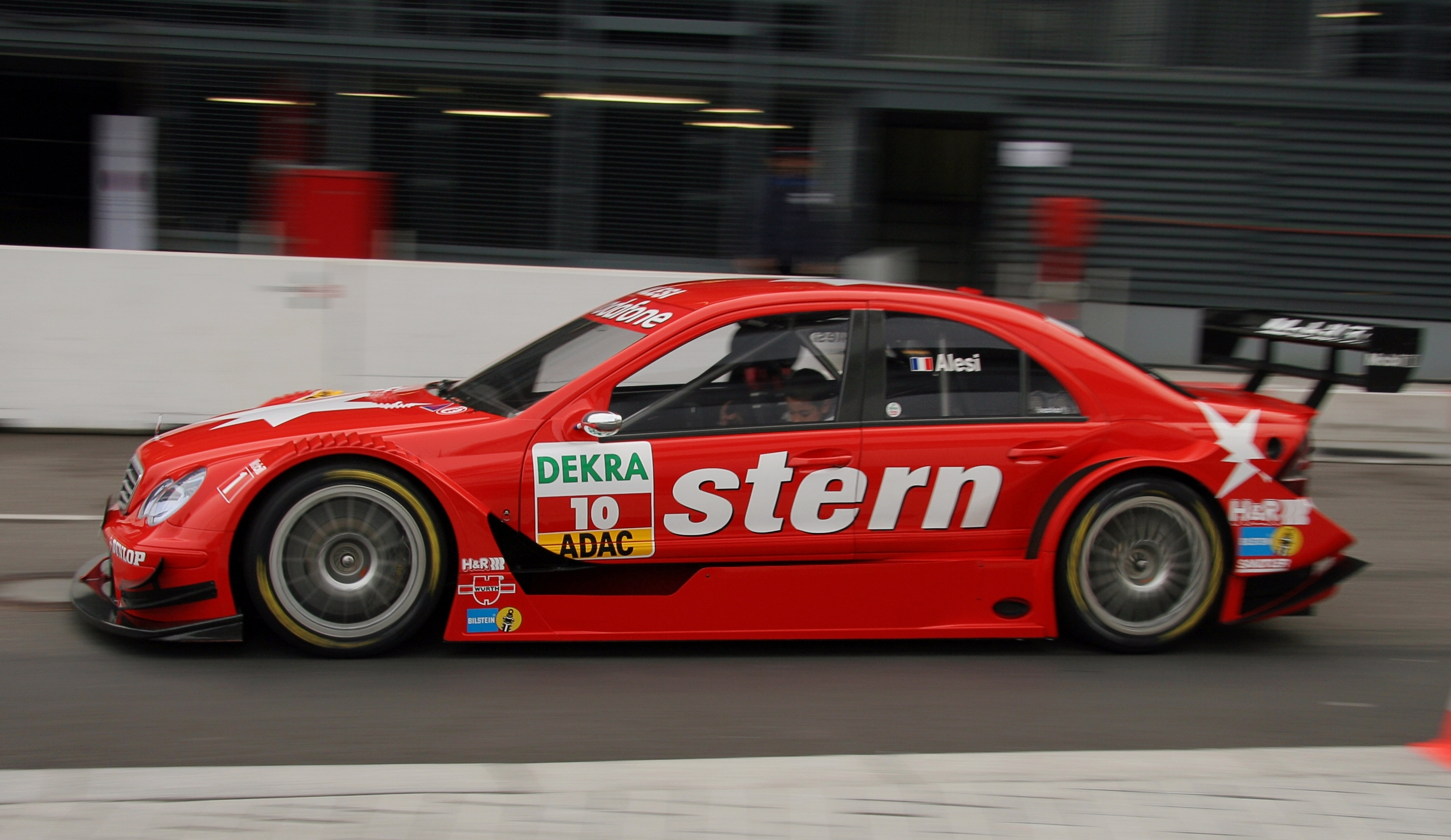
Jean Alesi i DTM 2006.

Alesi blev fransk formel 3-mästare 1987 och internationell formel 3000-mästare 1989 varefter han fortsatte till formel 1 där han inledde sin karriär i Tyrrell säsongen 1989. Han gjorde direkt succé och kom till exempel fyra i Frankrike. Säsongen därpå tog han två andraplatser bakom Ayrton Senna, vilket upptäcktes av både Williams och Ferrari.
Alesi vann ett formel 1-lopp under sin karriär, Kanadas Grand Prix 1995. Han kom som bäst VM-fyra två säsonger, 1996 och 1997. Alesi körde 2002-2006 i tyska standardvagnsmästerskapet DTM där han tävlade för Mercedes-Benz. Under sina fem säsonger lyckades han att vinna 4 deltävlingar och placerade sig på femte plats i det totala mästerskapet 2002 och 2003. Han är också en stor vinkännare och har en egen vingård nära Avignon.

## F1-karriär
| Säsong                 | Stall/Tillverkare       | Placering              | Lopp | Poäng | Etta | Tvåa | Trea | Pole | Varv |
| ---------------------- | ----------------------- | ---------------------- | ---- | ----- | ---- | ---- | ---- | ---- | ---- |
| 1989                   | Tyrrell-Ford            | 9                      | 8    | 8     |      |      |      |      |      |
| 1990                   | Tyrrell-Ford            | 9                      | 16   | 13    |      | 2    |      |      |      |
| 1991                   | Ferrari                 | 7                      | 16   | 21    |      |      | 3    |      | 1    |
| 1992                   | Ferrari                 | 7                      | 16   | 18    |      |      | 2    |      |      |
| 1993                   | Ferrari                 | 6                      | 16   | 16    |      | 1    | 1    |      |      |
| 1994                   | Ferrari                 | 5                      | 14   | 24    |      | 1    | 3    | 1    |      |
| 1995                   | Ferrari                 | 5                      | 17   | 42    | 1    | 4    |      |      | 1    |
| 1996                   | Benetton-Renault        | 4                      | 16   | 47    |      | 4    | 4    |      | 2    |
| 1997                   | Benetton-Renault        | 4                      | 17   | 36    |      | 4    | 1    | 1    |      |
| 1998                   | Sauber-Petronas         | 11                     | 16   | 9     |      |      | 1    |      |      |
| 1999                   | Sauber-Petronas         | 15                     | 16   | 2     |      |      |      |      |      |
| 2000                   | Prost-Peugeot           | -                      | 17   |       |      |      |      |      |      |
| 2001                   | Prost-Acer Jordan-Honda | 15                     | 12 5 | 5     |      |      |      |      |      |
| Sammanlagt 13 säsonger | Sammanlagt 13 säsonger  | Sammanlagt 13 säsonger | 202  | 241   | 1    | 16   | 15   | 2    | 4    |

| 1. USA 1990 2. Monaco 1990 3. Italien 1993 4. Storbritannien 1994 5. Argentina 1995 6. San Marino 1995 7. Storbritannien 1995 8. Europa 1995 9. Brasilien 1996 10. Spanien 1996 11. Tyskland 1996 12. Italien 1996 13. Kanada 1997 14. Storbritannien 1997 15. Italien 1997 16. Luxemburg 1997 |

| 1. Monaco 1991 2. Tyskland 1991 3. Portugal 1991 4. Spanien 1992 5. Kanada 1992 6. Monaco 1993 7. Brasilien 1994 8. Kanada 1994 9. Japan 1994 10. Argentina 1996 11. Kanada 1996 12. Frankrike 1996 13. Ungern 1996 14. Spanien 1997 15. Belgien 1998 |

| 1. Italien 1994 2. Italien 1997 |

| 1. USA 1991 2. Monaco 1995 3. Argentina 1996 4. Monaco 1996 |